# Søren Petersen
Søren Peter Petersen (Kolding, 6 dicembre 1894 – 1945) è stato un pugile danese.

## Palmarès

### Olimpiadi
- Argento a Anversa 1920 nei pesi massimi.
- Argento a Parigi 1924 nei pesi massimi.